# Косьва (приток Уролки)

Косьва или Кысьва — река в России, протекает в Соликамском и Чердынском районах Пермского края. Устье реки находится в 39 км по правому берегу реки Уролка. Длина реки — 34 км.
Основной приток — Западная Кысьва впадает слева в 20 км от устья.

## Этимология
Название происходит от коми-пермяцких слов: кось «порог, перекат, мель» и ва — «вода, река»

## Данные водного реестра
По данным государственного водного реестра России относится к Камскому бассейновому округу, водохозяйственный участок реки — Кама от водомерного поста у села Бондюг до города Березники, речной подбассейн реки — бассейны притоков Камы до впадения Белой. Речной бассейн реки — Кама.
По данным геоинформационной системы водохозяйственного районирования территории РФ, подготовленной Федеральным агентством водных ресурсов:
- Код водного объекта в государственном водном реестре — 10010100212111100004020
- Код по гидрологической изученности (ГИ) — 111100402
- Код бассейна — 10.01.01.002
- Номер тома по ГИ — 11
- Выпуск по ГИ — 1